# Beixinjing
Beixinjing (chiń. 北新泾站) – stacja metra w Szanghaju, na linii 2. Zlokalizowana jest pomiędzy stacjami Songhong Lu i Weining Lu. Została otwarta 30 grudnia 2006.